# Shadow of the Day
„Shadow of the Day“ je píseň americké rockové skupiny Linkin Park. Vyšla 16. října 2007 jako třetí singl z jejich třetího studiového alba Minutes to Midnight.

## Videoklip
Videoklip režíroval člen kapely Joe Hahn. Odehrává se během rozsáhlých občanských nepokojů ve Spojených státech. Klip byl natočen v Los Angeles ve společnosti 20th Century Fox. Kaskadérské kousky měl na svědomí Steven Ho. Videoklip byl na internetu zveřejněn 15. října 2007.
V klipu se zpěvák Chester Bennington probouzí ve své posteli. Jeho budík ukazuje čas 11:55, tehdejší čas hodin posledního soudu. To odkazuje na název alba. Sleduje v televizi zprávy, umyje se, oblékne a vyjde ven. Svět je obklopen válkou. V ulicích města nastává chaos. Dochází k násilí a střelbě. Na obloze jsou vidět oblaka kouře. Vojáci a pořádkové síly násilně zadržují a potlačují civilisty. Ke konci videa civilisté zapálí auto a následně útočí na policii. Dav je následně policisty a vojáky zatlačen. Bennington stojí před hořícím autem a dívá se na celý masakr. Otočí se směrem k plamenům a video zčerná a končí.

## Seznam skladeb
| CD 1   | CD 1                  | CD 1  |
| Pořadí | Název                 | Délka |
| ------ | --------------------- | ----- |
| 1.     | "Shadow of the Day"   | 4:16  |
| 2.     | "Bleed It Out" (Live) | 6:07  |

## Obsazení
- Chester Bennington – zpěv
- Mike Shinoda – klávesy, doprovodné vokály
- Brad Delson – sólová kytara
- Joe Hahn – gramofony, sampler, programování
- Dave „Phoenix“ Farrell – basová kytara
- Rob Bourdon – bicí, perkuse